# Yūto Satō
Yūto Satō (Kasukabe, Prefectura de Saitama, 12 de març de 1982) és un futbolista japonès que disputà un partit amb la selecció japonesa.